# August 1978
Portal Geschichte | Portal Biografien | Aktuelle Ereignisse | Jahreskalender | Tagesartikel

◄ |
19. Jahrhundert |
20. Jahrhundert
| 21. Jahrhundert

◄ |
1940er |
1950er |
1960er |
1970er
| 1980er | 1990er | 2000er | ►

◄ |
1974 |
1975 |
1976 |
1977 |
1978
| 1979 | 1980 | 1981 | 1982 | ►

◄ |
Mai 1978 |
Juni 1978 |
Juli 1978 |
August 1978 |
September 1978 |
Oktober 1978 |
November 1978 |
►
Dieser Artikel behandelt aktuelle Nachrichten und Ereignisse im August 1978.

## Tagesgeschehen

### Sonntag, 6. August 1978
- Michelstadt/Deutschland: Die seit Jahren u. a. wegen Mords gesuchten Terroristen der Roten Armee Fraktion Christian Klar, Adelheid Schulz und Willy Peter Stoll geraten ins Visier des Bundeskriminalamts (BKA), als sie einen Hubschrauber-Charterflug antreten. Am Startplatz erkennt die BKA-Beobachtermission, dass die drei international verfolgten Terroristen tatsächlich in dem fraglichen Hubschrauber sitzen, aber es sind keine Beamten vor Ort für eine Festnahme.[1]

### Montag, 7. August 1978
- Stuttgart/Deutschland: Der Ministerpräsident von Baden-Württemberg Hans Filbinger (CDU) tritt zurück, nachdem vier Todesurteile entdeckt wurden, die er als Militärrichter im Nationalsozialismus aussprach. Das Parlament soll in den nächsten Tagen Filbingers Nachfolger wählen, voraussichtlich seinen Parteikollegen Lothar Späth.[2]

### Donnerstag, 10. August 1978
- Poissy/Frankreich, Ryton-on-Dunsmore/Vereinigtes Königreich: Der amerikanische Kfz-Hersteller Chrysler, dessen europäische Produktionsstätten in Poissy und Ryton liegen, veräußert seinen europäischen Geschäftsbereich für den Kaufpreis von 1 US-Dollar an seinen französischen Konkurrenten Groupe PSA. Durch die Übernahme wird der PSA-Konzern zum größten Automobilhersteller Europas.[3]

### Freitag, 11. August 1978
- Ankara/Türkei: Politisch motivierte Ausschreitungen in der Provinz Ankara führten seit dem 8. August zum Tod von acht Menschen.[4]

### Samstag, 12. August 1978
- Peking/China: Die Volksrepublik China und Japan beschließen gut 30 Jahre nach dem Ende des Zweiten Japanisch-Chinesischen Kriegs einen so genannten „Friedens- und Freundschaftsvertrag“.[5]

### Dienstag, 15. August 1978
- Washington, D.C./Vereinigte Staaten: Die Frist zur Anerkennung des „Equal Rights Amendments“ zur Verfassung der Vereinigten Staaten wird vom Repräsentantenhaus bis zum 30. Juni 1982 verlängert. Der Text des Artikels lautet: „Männer und Frauen sollen in den Vereinigten Staaten und überall, wo US-Recht gilt, gleiche Rechte haben.“ 75 % der Bundesstaaten müssen den Artikel annehmen, damit er zur Rechtsnorm wird. Die Fristverlängerung tritt erst in Kraft, wenn auch der Senat der Vereinigten Staaten einen entsprechenden Beschluss fasst.[6]

### Samstag, 19. August 1978
- Abadan/Iran: Ein Brandanschlag auf das Cinema Rex während der Vorführung des Films Gavaznha fordert mindestens 430 Todesopfer. Im gesamten Iran ereignen sich über den Tag hinweg 28 Brandanschläge.[7]
- Soltau/Deutschland: Der ehemalige Rennfahrer Hans-Jürgen Tiemann eröffnet den Freizeitpark Heide-Park mit fünf Fahrgeschäften, einem Wildpark sowie mit einer Show mit Tiervorführungen.[8]

### Dienstag, 22. August 1978

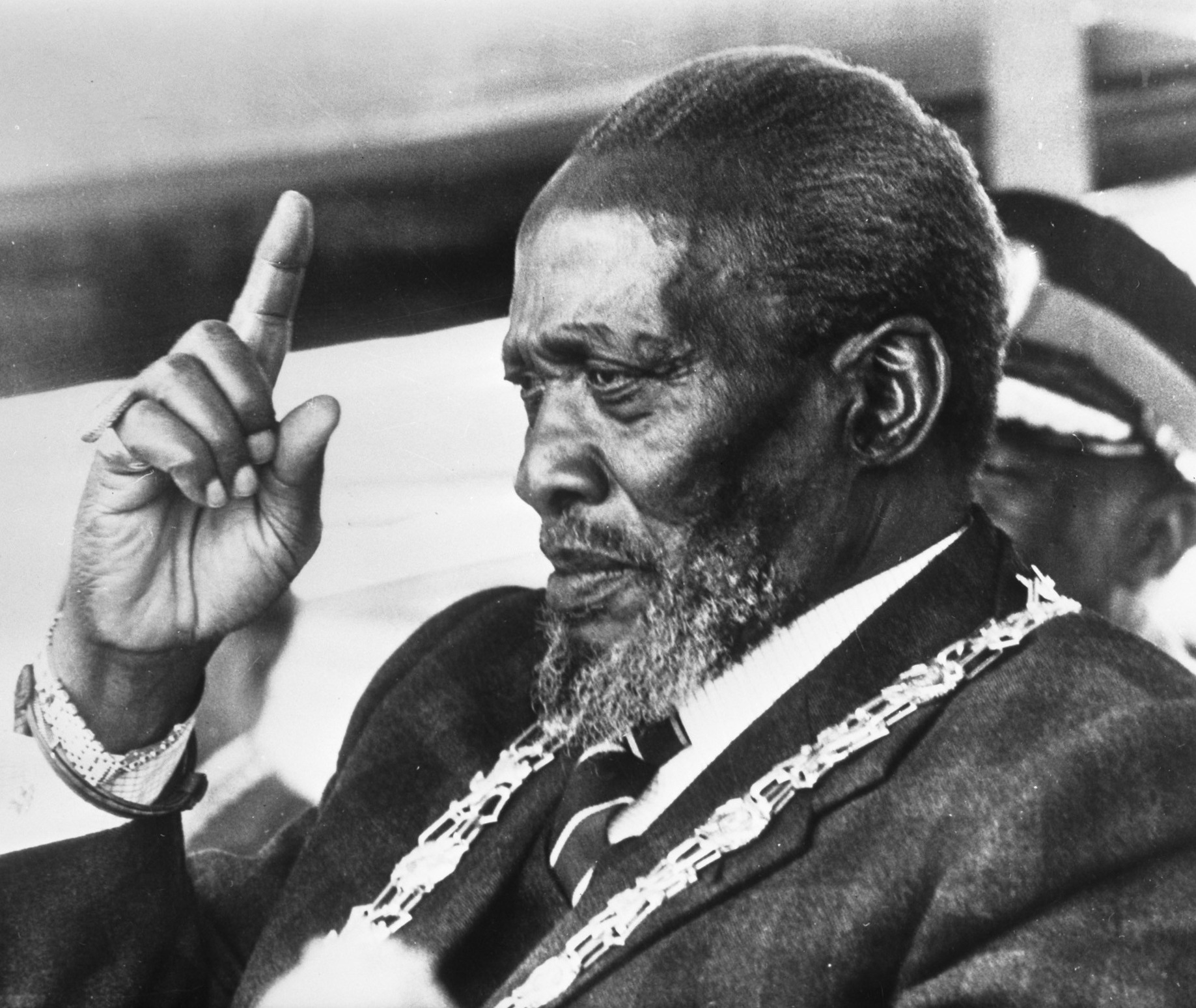
Jomo Kenyatta

- Managua/Nicaragua: 26 Mitglieder der Sandinistischen Nationalen Befreiungsfront stürmen den Nationalpalast. Die Angreifer bringen mehrere Parlamentarier und Minister sowie Familienangehörige des Diktators Anastasio Somoza Debayle in ihre Gewalt und wollen die insgesamt 1.500 Geiseln nur freilassen, wenn Somoza im Gegenzug ebenfalls Gefangene freilässt und die mediale Verbreitung der Forderungen der Sandinisten  anweist.[9]
- Nairobi/Kenia: Vize-Präsident Daniel arap Moi rückt durch den heutigen Tod von Jomo Kenyatta, der das erste kenianische Staatsoberhaupt nach der Unabhängigkeit des Landes im Jahr 1963 war, in das Amt des Präsidenten auf.[10]

### Samstag, 26. August 1978

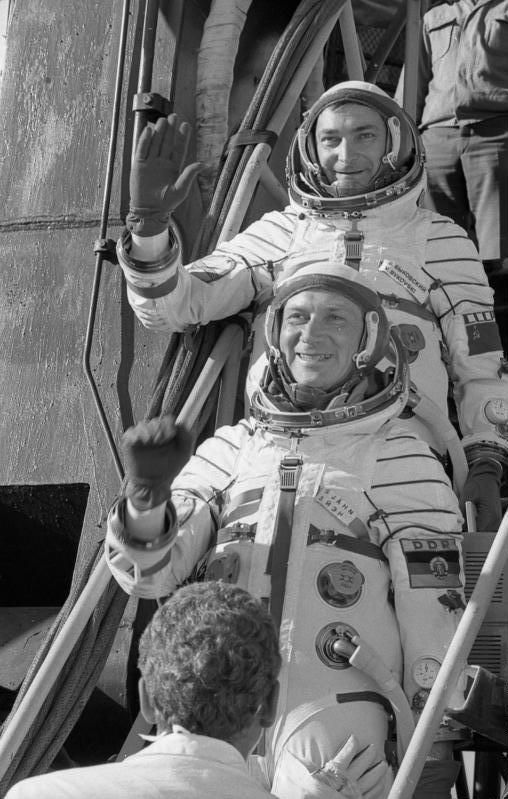
Sigmund Jähn (unten)

Papst Johannes Paul

- Leninsk/Sowjetunion: Der erste Mensch mit deutscher Staatsbürgerschaft fliegt als Teil der Mission Sojus 31 in den Weltraum. Sigmund Jähn soll einige Tage auf der sowjetischen Raumstation Saljut 6 verbringen und anschließend mit der Mission Sojus 29 zur Erde zurückkehren. Im Staatsrat der DDR herrscht Erleichterung, weil der erste Deutsche im Weltraum aus dem eigenen Land kommt. Die Sowjets brachten zuvor einen Tschecho-Slowaken und einen Polen ins All.[11]
- Mainz/Deutschland: Als Antwort auf die Zunahme sogenannter „Zivilisationskrankheiten“ bei Minderjährigen gründet sich der Berufsverband für Kinder- und Jugendpsychiatrie, Psychosomatik und Psychotherapie in Deutschland e. V.[12]
- Vatikanstadt: Über der Sixtinischen Kapelle steigt weißer Rauch auf. Der dienstälteste Kardinaldiakon verkündet den Mitgliedern der Katholischen Kirche: „Habemus papam.“ Zum neuen Papst wurde der Italiener Albino Luciani gewählt, der sich als erster Papst einen Doppelnamen, Johannes Paul, gibt. Das Konklave dauerte etwa 24 Stunden.[13]

### Sonntag, 27. August 1978
- Matagalpa/Nicaragua: In der Nicaraguanischen Revolution gelingt es 400 aufständischen Jugendlichen, die Stadt Matagalpa einzunehmen.[14]

### Montag, 28. August 1978
- Berlin/Deutschland: Im Bezirk Charlottenburg gehen die 3. Schwimmweltmeisterschaften der FINA zu Ende. Die Deutsche Barbara Krause gewinnt Gold über 100 m Freistil und der Deutsche Walter Kusch gewinnt Gold über 100 m Brust. Die erfolgreichste Nation sind die Vereinigten Staaten mit 39 Medaillen.[15]
- Lissabon/Portugal: Präsident António Ramalho Eanes (PRD) beauftragt den parteilosen ehemaligen Minister für Industrie und Technologie Alfredo Nobre da Costa mit der Bildung einer neuen nationalen Regierung als neuer Premierminister.[16]

### Dienstag, 29. August 1978
- New York/Vereinigte Staaten: Der schwedische Tennisspieler Björn Borg und der Südafrikaner Bob Hewitt weihen mit dem Auftaktspiel der US Open 1978 das USTA National Tennis Center in Flushing Meadows ein. Borg gewinnt das Spiel in zwei Sätzen. Die bisherige Spielstätte des Turniers in Forest Hills wurde wegen ihrer fehlenden kommerziellen Entwicklungsperspektive aufgegeben.[17]

### Mittwoch, 30. August 1978

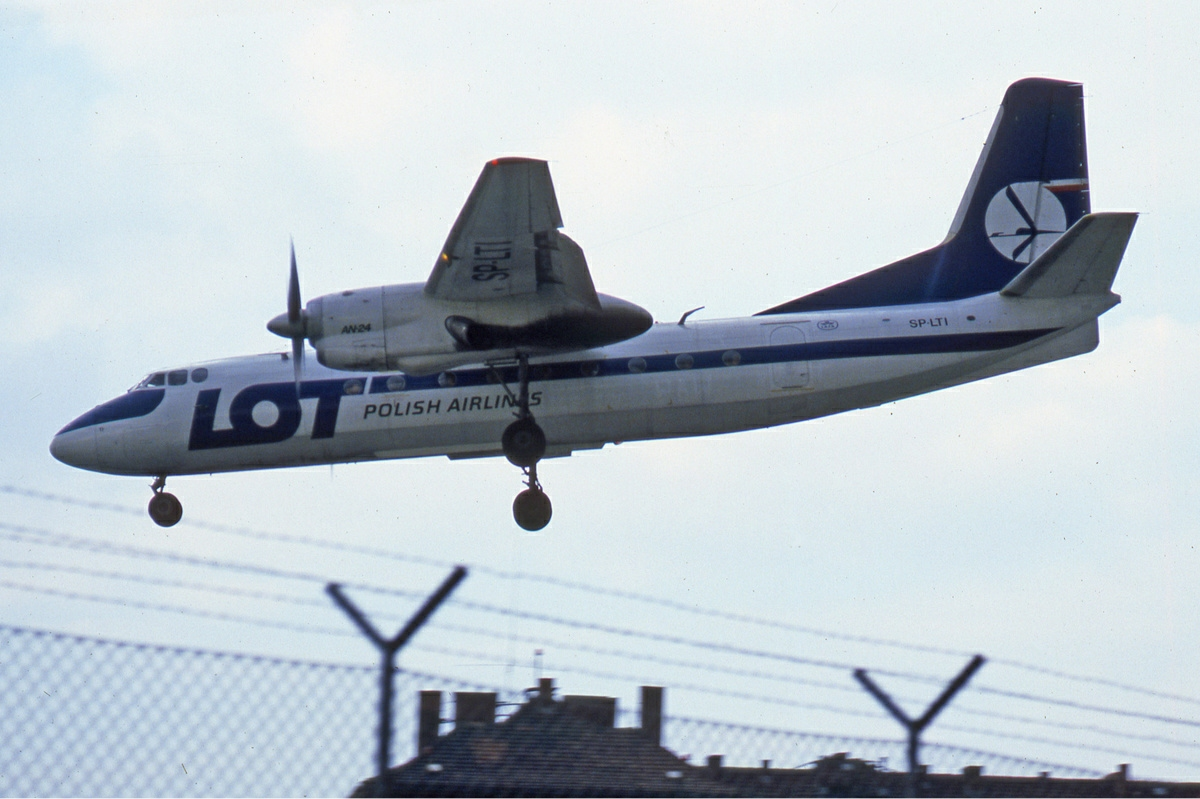
Die entführte Tupolew in Berlin-Tempelhof

- Danzig/Polen: Der Kellner Hans Tiede aus dem Ostteil Berlins, DDR, entführt mit einer Spielzeugpistole ein Flugzeug vom Typ Tupolew Tu-134 der Fluggesellschaft LOT auf dem Flug von Danzig nach Schönefeld im Bezirk Potsdam. Er zwingt die Piloten zur Landung im Westteil Berlins, der zur Bundesrepublik Deutschland gehört. Eine Sondereinheit der Seventh United States Army empfängt die Maschine. Tiede ergibt sich ohne Widerstand.[18]
- Stuttgart/Deutschland: Nach dem Rücktritt des Ministerpräsidenten von Baden-Württemberg Hans Filbinger (CDU) am 7. August wählt das Landesparlament den CDU-Politiker Lothar Späth zum neuen Ministerpräsidenten.[19]